# Athyrmina melanosticta
Athyrmina melanosticta är en fjärilsart som beskrevs av George Francis Hampson 1895. Athyrmina melanosticta ingår i släktet Athyrmina och familjen nattflyn. Inga underarter finns listade i Catalogue of Life.